# Basiliek

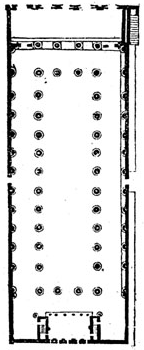
plattegrond van een basilica in Pompeï

Een basiliek is een bouwvorm uit de klassieke oudheid en in de romaanse en gotische kerkarchitectuur. 
Daarnaast is een basiliek een eretitel in de Rooms-Katholieke Kerk, die los staat van de architectonische vorm. 

## Etymologie
Het Nederlandse woord basiliek is afgeleid van het Latijnse woord basilica, dat op zijn beurt weer is afgeleid van het Oudgriekse Βασιλική στοά (basilikè stoa, "koninklijk gebouw": het Oudgriekse woord βασιλεύς, basileus betekent koning).

## Klassieke oudheid
De term basilica is een bouwkundige term uit de klassieke oudheid. De basilica was een meerschepig gebouw, vaak met een hogere middenpartij. De hogere middenpartij was voorzien van grote vensters, de zogenaamde lichtbeuk. Een basilica diende voornamelijk als markthal en beursgebouw, in de keizertijd ook als rechtszaal. Voor dit laatste gebruik werd aan de basilica een rechthoekige of halfronde uitbouw, de apsis, toegevoegd. De basilica lag meestal aan het forum.

## Romaanse basiliek

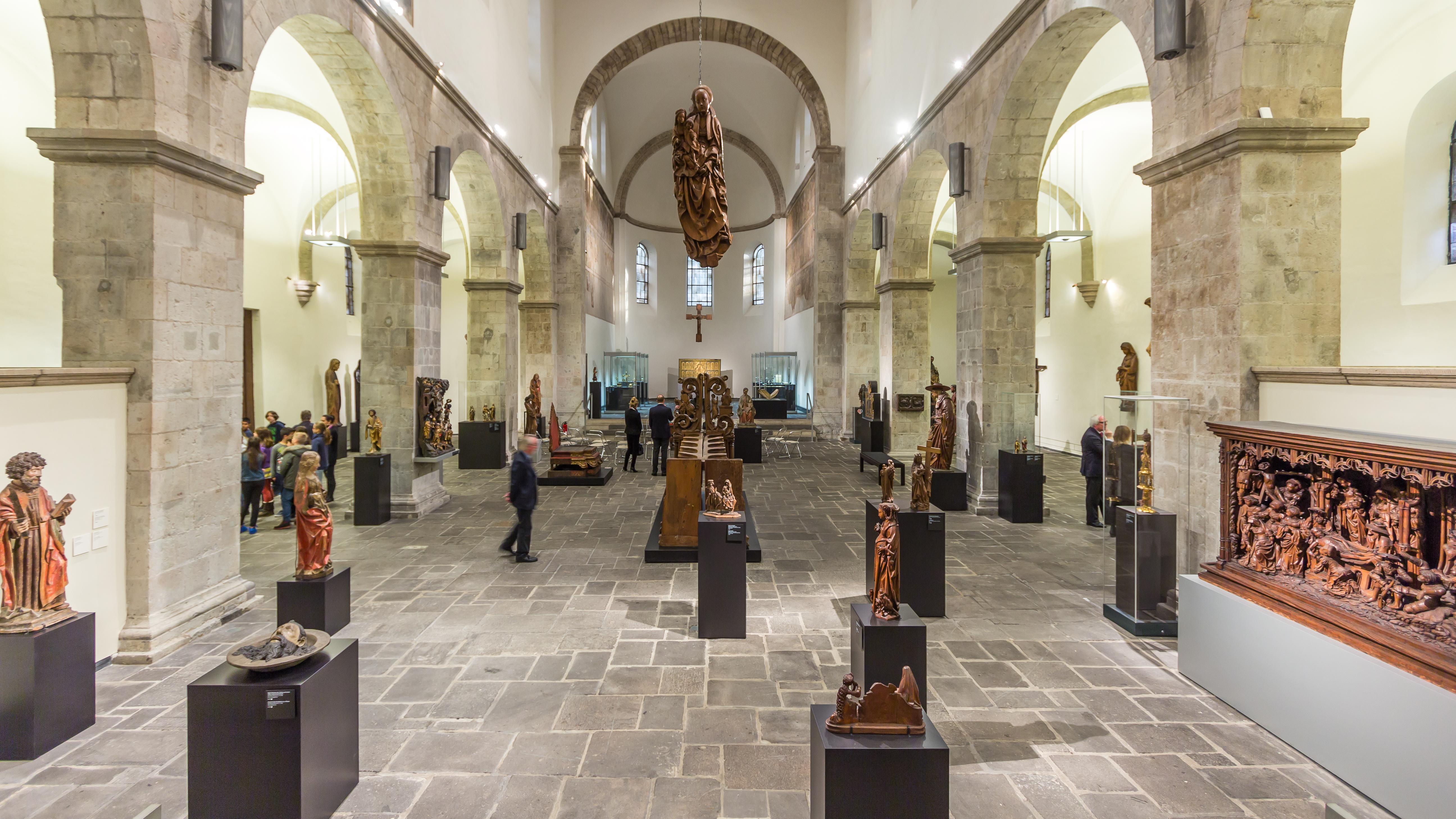
Romaanse basiliek in Keulen (St-Cecilia)

Uit de bouwstijl van de Romeinse basilica ontwikkelde zich de romaanse kerkarchitectuur. Torens verschenen later en gaan in hun geschiedenis terug naar Romeinse uitkijktorens en donjons. Al in de Romeinse tijd werden aan de basilicastructuur soms twee apses toegevoegd. Romaanse basilieken hebben meestal één apsis, aan de oostzijde (hoewel ook kerken met twee apses bekend zijn). Hier werd het hoofdaltaar geplaatst. Vroegchristelijke basilieken hebben vaak één of meerdere ambo's, een soort stenen kansels.
Een romaanse basiliek is meestal een driebeukige kerk, waarvan de zijbeuken lager zijn dan de middenbeuk. Het hoogteverschil tussen het hoge dak van de middenbeuk en de lagere daken van de zijbeuken wordt overbrugd door een muur waarin vensters zijn aangebracht, de lichtbeuk. De meeste basilieken hebben tevens één of meerdere dwarsbeuken of transepten en zijn daarmee kruisbasilieken. Vooral in het prinsbisdom Luik komen pseudobasilieken voor, waarbij het transept minder hoog is dan het kerkschip (pseudotransept).
Beroemd zijn de twaalf romaanse basilieken in Keulen: Sint-Severinus, Sint-Maria in Lyskirchen, Sint-Andreas, Heilige Apostelen, Sint-Gereon, Sint-Ursula, Sint-Pantaleon, Heilige Maria in het Capitool (Heilige Maria in het Capitool), Grote Sint-Martinus, Sint-Joris, Sint-Kunibert en Sint-Cecilia.
In de 19e en 20e eeuw zijn er kerken in neoromaanse basiliekvorm gebouwd.

## Basiliek als eretitel

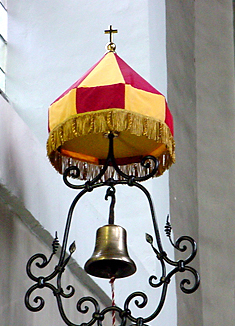
Eretekens Basiliek van Vilvoorde

In de Katholieke Kerk is basiliek (basilica) tevens een eretitel voor bijzondere kerkgebouwen. Het gebouw hoeft geen basiliek te zijn in architectonische zin, ook andere kerktypen komen voor deze titel in aanmerking. Daarbij wordt onderscheid gemaakt tussen basilica maior en basilica minor. Deze eretitel is onder andere toegekend aan 30 kerken in België, 27 in Nederland en 1 in Suriname.

### Basilica maior
Er zijn slechts vier kerken met de titel basilica maior (grote basiliek). Ze worden ook wel aangeduid als basilica pontificia (pauselijke basiliek) en zijn alle gelegen in Rome:
- Basiliek van Sint-Jan van Lateranen, de zogenaamde aartsbasiliek
- Sint-Pietersbasiliek
- Basiliek van Maria de Meerdere
- Basiliek van Sint-Paulus buiten de Muren

### Basilica minor
Vrijwel alle basilieken (2016: ruim 1700) vallen onder deze groep. De toekenning van de eretitel basilica minor heeft tot doel een specifieke kerk uit te zonderen van de andere kerkgebouwen. Het gaat om bijzondere heiligdommen die zijn  uitverkoren vanwege hun historische betekenis of omdat er een bijzonder reliek ligt of vanwege het feit dat de kerk een bedevaartsoord is.